# Ансельм IV
Ансельм IV (также Ансельм Бовизский; итал. Anselmo da Bovisio; XI век, Бовизио — 30 сентября 1101 года, Константинополь) — архиепископ Медиоланский (Миланский) с 1097 года, организатор и участник арьергардного крестового похода 1101 года. Был близок к папе римскому Урбану II.

## Биография
Миланский летописец Гальвано Фьямма (1283—1344) в своих хрониках пишет, что Ансельм родился в Бовизио в семье мелкого вальвассора (вассал вассала). Был принят в монастырь св. Лаврентия, позже стал епископом Брешиа. Его назначение в 1097 году в Медиолан было средством предотвратить наметившийся там раскол и принести мир в жизнь этой ломбардской епархии. Обряд его консакрации прошёл 11 марта 1097 года.
Конец нестроениям, имевшим место в церковной жизни Ломбардии, был положен собором, прошедшим 5—7 апреля 1098 года. На нём было подтверждено отлучение епископов, назначенных империей и осуждена симония. При вступлении на кафедру Ансельм IV принял деяния Ансельма III (правил с 1 июля 1086 года до 4 декабря 1093 года), но отверг сделанное епископом Тедальдом Медиоланским.

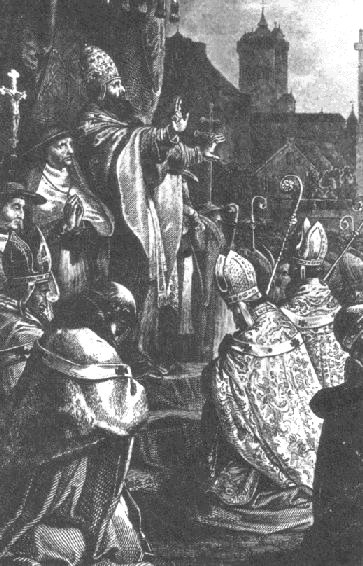
Папа Урбан II на Клермонском соборе благословляет крестовый поход.

29 июля 1099 года умер папа Урбан II — организатор и вдохновитель первого крестового похода, близкий друг и покровитель Ансельма. Пришедший ему на смену папа Пасхалий II благословляет Ансельма возглавить следующий поход во Святую Землю. И хотя в Ломбардии идея участвовать в новом походе поначалу не встречали большого энтузиазма, страстные призывы Ансельма возымели действие, и отныне толпа встречала его появление выкриками «Ultreja! Ultreja»!
15 июля 1100 года Ансельм устроил в Медиолане огромное празднество в связи с первой годовщиной падения Иерусалима. В частности, алтарь церкви, построенной за 70 лет до того во имя Пресвятой Троицы, Ансельм переосвятил во имя раки Гроба Господня (итал. San Sepolcro; храм находится на площади Сан Сеполькро в Милане).
Назначив епископа Савонского Гроссолано своим викарием, через два месяца, 13 сентября, взяв с собой ещё несколько епископов — Гвидо Тортонского, Вильгельма Павийского и, возможно, Альдо Пьяченцкого, Ансельм отбыл в Иерусалим в составе 50-тысячного контингента. Возглавляли эту армию Альберто да Бьяндрате, и его племянник Оттоне Альтаспата. Альберто да Бьяндрате был братом Гиберта Пармского, известного как антипапа Климент III; такой состав участников отражал специфическую ситуацию, связанную с разрешением конфликтов между церковью и государством в последние десятилетия XI века.

Движения крестоносцев в походе 1001 года

С разрешения герцога Каринтийского Генриха V армия крестоносцев проследовала через его земли. По договорённости Ансельма с византийским императором Алексеем I Комнином войска без осложнений миновали и нынешнюю Болгарию, причём император организовал закупку довольствия для крестоносцев.
По прибытии в Константинополь в войсках вспыхнул бунт, но Алексей и Ансельм быстро умиротворили крестоносцев; император же организовал переправу рыцарей через Босфор. В Малой Азии они дошли до Никомедии, где Ансельм встретился с Раймондом IV, графом Тулузским — одним из основных полководцев, взявших Иерусалим. Взяв армию под своё начало, Раймонд провёл её через Анатолию, дважды выиграв стычки с турками — при Кастамоне и между Мерсифоном и Амасьей. Эти первые столкновения были для ломбардцев успешными, однако участвовавший в них Ансельм получил ранения. Ансельма перевезли назад, в Константинополь для лечения, но оно оказалось безрезультатным. В Константинополе же его и похоронили.
Весть о смерти архиепископа Ансельма IV достигла Милана только в 1102 году. На архиепископской кафедре ему наследовал Гроссолано.